# أوزونا (مغني)
خوان كارلوس أوزونا روسادو المعروف باسمه الفني أوزونا(بالإسبانية: Ozuna) هو مغني بورتوريكي ولد في 13 مارس 1992.
يُعرف أسلوبه الموسيقي في المقام الأول بأنه ريغيتون وتراب لاتيني ، على الرغم أنه تعاون مع العديد من الفنانين من أنواع مختلفة وتتأثر موسيقاه بمجموعة واسعة من الأنواع، بما في ذلك البوب والروك والهيب هوب والأر أند بي والريغي والباتشاتا والديمبو و الموسيقى الإلكترونية ، من بين أنواع أخرى. 

## روابط خارجية
مقالات تستعمل روابط فنية بلا صلة مع ويكي بيانات